# Eaten Alive!
Eaten Alive! (Italiaans: Mangiati vivi!) is een 1980 Italiaanse horrorfilm geregisseerd door Umberto Lenzi. 

## Plot
Sheila Morris gaat met assistent Mark Butler de jungle van Nieuw-Guinea in om haar zus Diana terug te vinden. Haar zus zit bij een sekte aangevoerd door Jonas Melvin (gebaseerd op de Peoples Temple) Niet alleen de sekte blijkt verschrikkelijk, ook leven er in het gebied kannibalen.

## Rolverdeling
| Acteur             | Personage          |
| ------------------ | ------------------ |
| Robert Kerman      | Mark Butler        |
| Janet Agren        | Sheila Morris      |
| Ivan Rassimov      | Jonas Melvin       |
| Paola Senatore     | Diana Morris       |
| Me Me Lai          | Mowara             |
| Mel Ferrer         | Professor Carter   |
| Fiamma Maglione    | Alma               |
| Franco Fantasia    | Reeves             |
| Franco Coduti      | Karan              |
| Michele Schmiegelm | het indianenmeisje |

## Trivia
Het jaar daarna maakte Umberto meteen de film Cannibal Ferox.